# 高朋大道駅
高朋大道駅（こうほうだいどうえき、中国語：高朋大道站、英語：Gaopeng Avenue Station）は中国四川省成都市武侯区中環路科園大道段にある、成都地下鉄7号線及び8号線の駅。計画時の仮駅名は「神仙樹西駅」であった。

## 歴史
- 2015年1月17日 - 駅主要構造が完成[2]。
- 2017年12月6日 - 開業[3]。

## 駅構造
島式ホーム1面2線の地下駅。
| 地上      |                                 | 出入口                          |  |
| 地下 一階 | 駅ロビー                        | 安全検査、券売機、駅売店        |  |
| 地下 二階 |                                 | ■7号線 外回り （次の駅:神仙樹） |  |
| 地下 二階 | 島式ホーム                      |                                 |  |
| 地下 二階 | ■7号線 内回り （次の駅:太平園） |                                 |  |

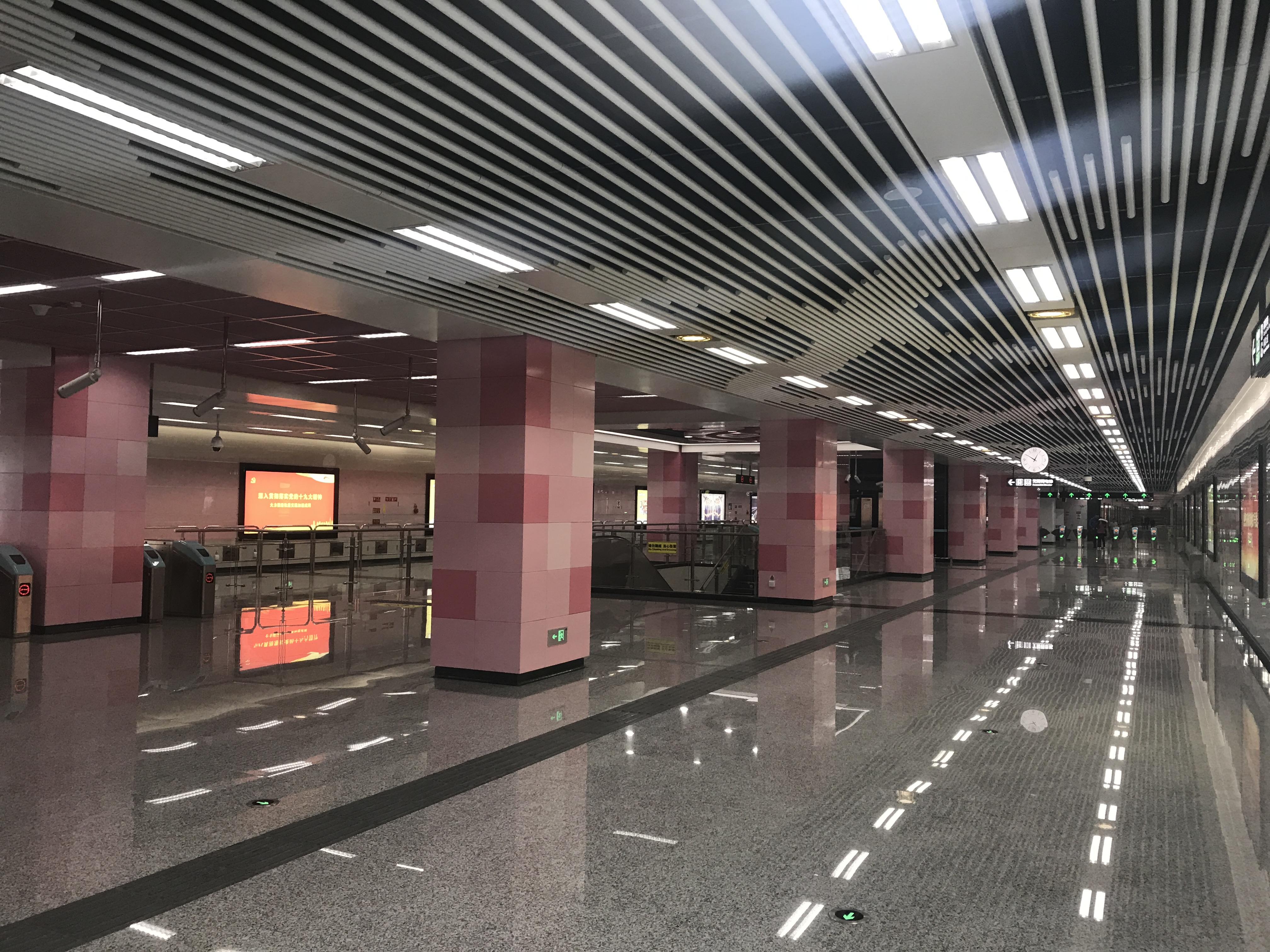
一階通路
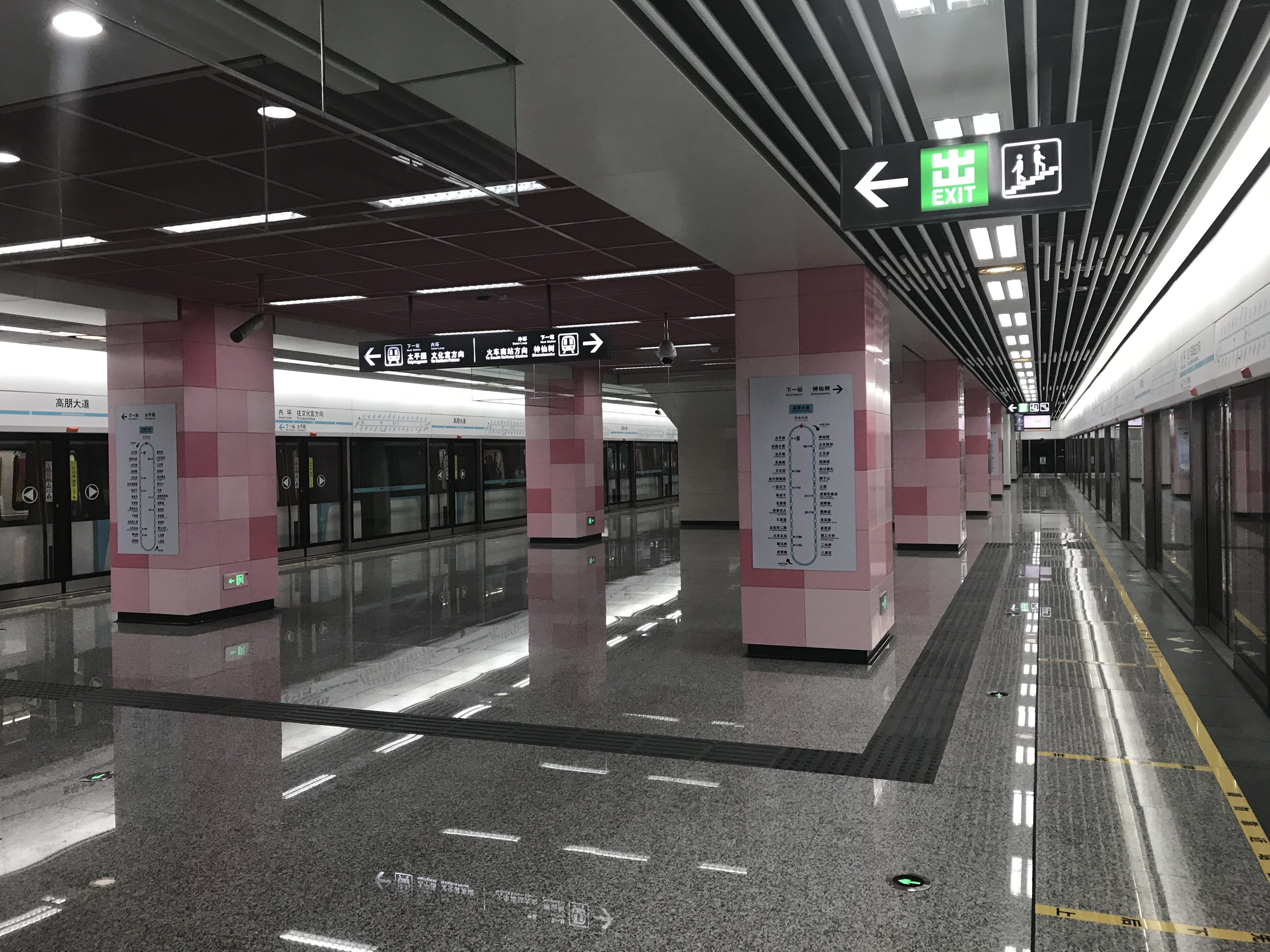
7号線ホーム

## 出入口
出入口は3つあるが、2018年現在は2つ開放されている。
|                                               |      |                  |                                          |
| 出入口番号                                    | 設備 | 場所             | 出入口番号                               |
| 出口 · B                                      |      | 中環路科園大道段 | 四川大學華西醫院科技園、置信麗都花園麗府 |
| 出口 · G                                      |      | 中環路科園大道段 | 四川川大華西藥業股份有限公司             |
| 出口 · H                                      |      | （未開放）       |                                          |
| 注： エレベーター \| 車椅子の昇降台 \| トイレ |      |                  |                                          |

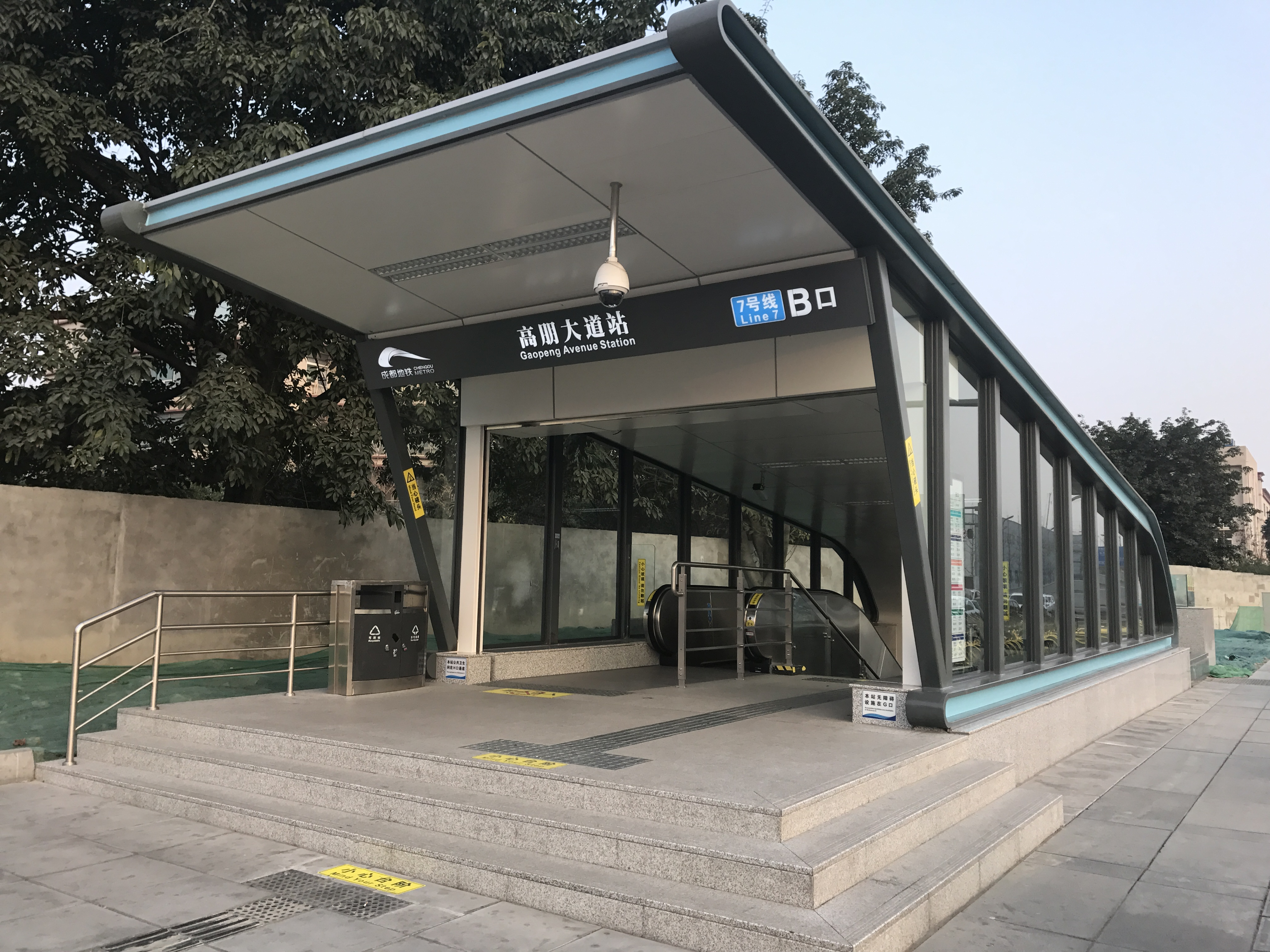
B出入口
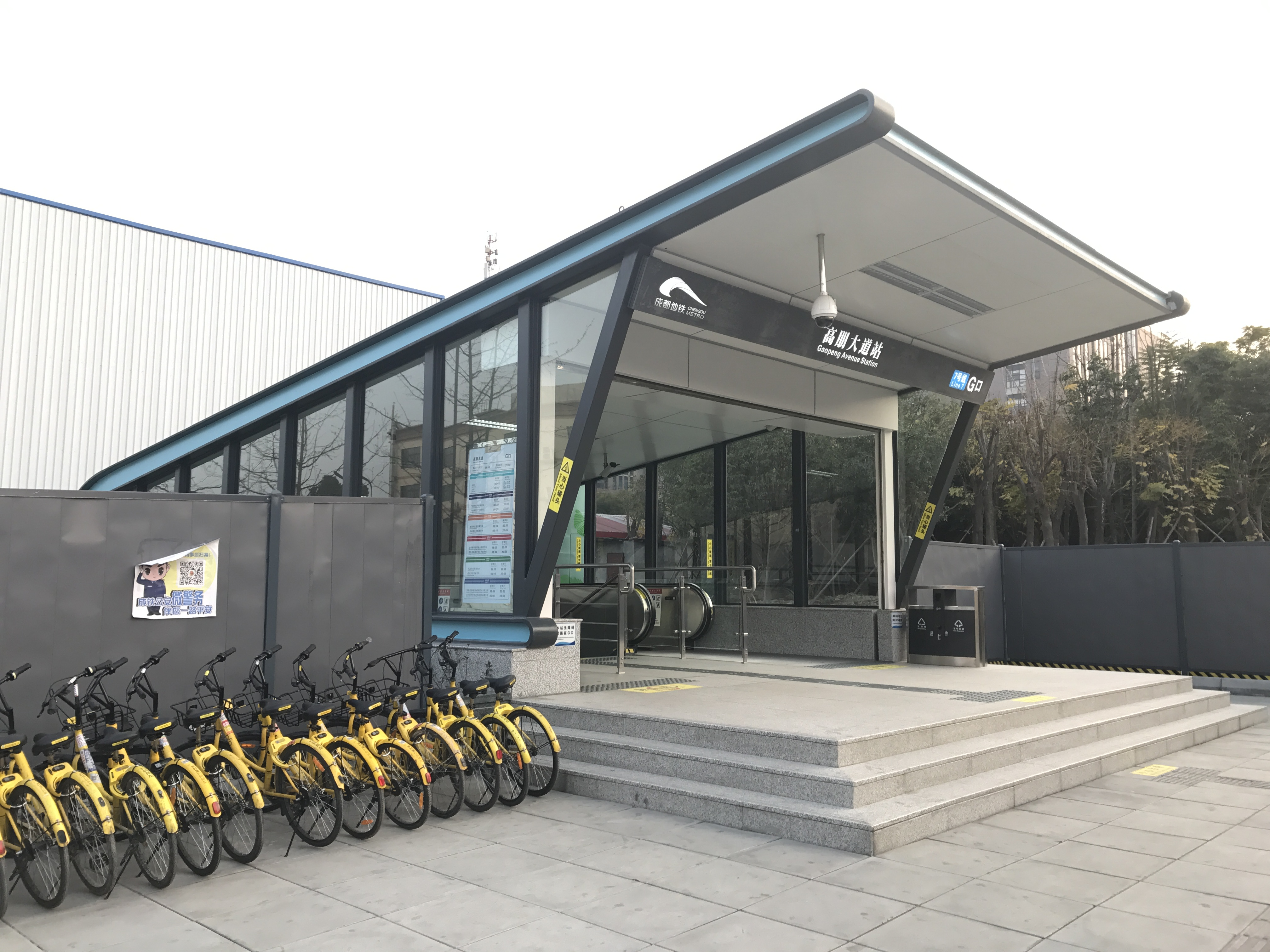
G出入口

## 隣の駅
成都地下鉄
■7号線
神仙樹駅 - 高朋大道駅  - 太平園駅
■8号線
殷家林駅 - 神仙樹駅  - 九興大道駅